# Сільвіана Сфірінгу
Сільвіана Сфірінгу (нар. 1 вересня 2004, Меджидія) — румунська гімнастка. Дворазова срібна призерка чемпіонату Європи, багаторазова призерка Європейського юнацького олімпійського фестивалю.

## Спортивна кар'єра

#### 2020
Дебютувала в дорослій збірній Румунії.
На дебютному чемпіонаті Європи, що проходив під час пандемії коронавірусу в Мерсіні, Туреччина, в командній першості спільно з Ларісою Йордаке, Йоанною Станчіулеску, Антонією Дутою та Даніелою Трікою  здобули срібні нагороди, поступившись на 0,167 бала збірній України. У фіналі вправи на колоді здобула другу за турнір срібну медаль, програвши співвітчизниці Ларісі Йордаке.

## Результати на турнірах
| Рік                | Змагання                        | КБ | ІБ | Опорний стрибок | Різновисокі бруси | Колода | Вільні вправи |
| ------------------ | ------------------------------- | -- | -- | --------------- | ----------------- | ------ | ------------- |
| Юніорські змагання |                                 |    |    |                 |                   |        |               |
| 2019               | Чемпіонат світу                 | 4  | 14 |                 |                   |        | 6             |
| 2019               | Юнацький олімпійський фестиваль | 2  | 7  | 3               |                   | 2      | 3             |
| Дорослі змагання   |                                 |    |    |                 |                   |        |               |
| 2020               | Чемпіонат Румунії               |    | 1  | 1               | 3                 | 4      | 2             |
| 2020               | Чемпіонат Європи                | 2  |    |                 |                   | 2      |               |